# Sergei Michailowitsch Ignatjew

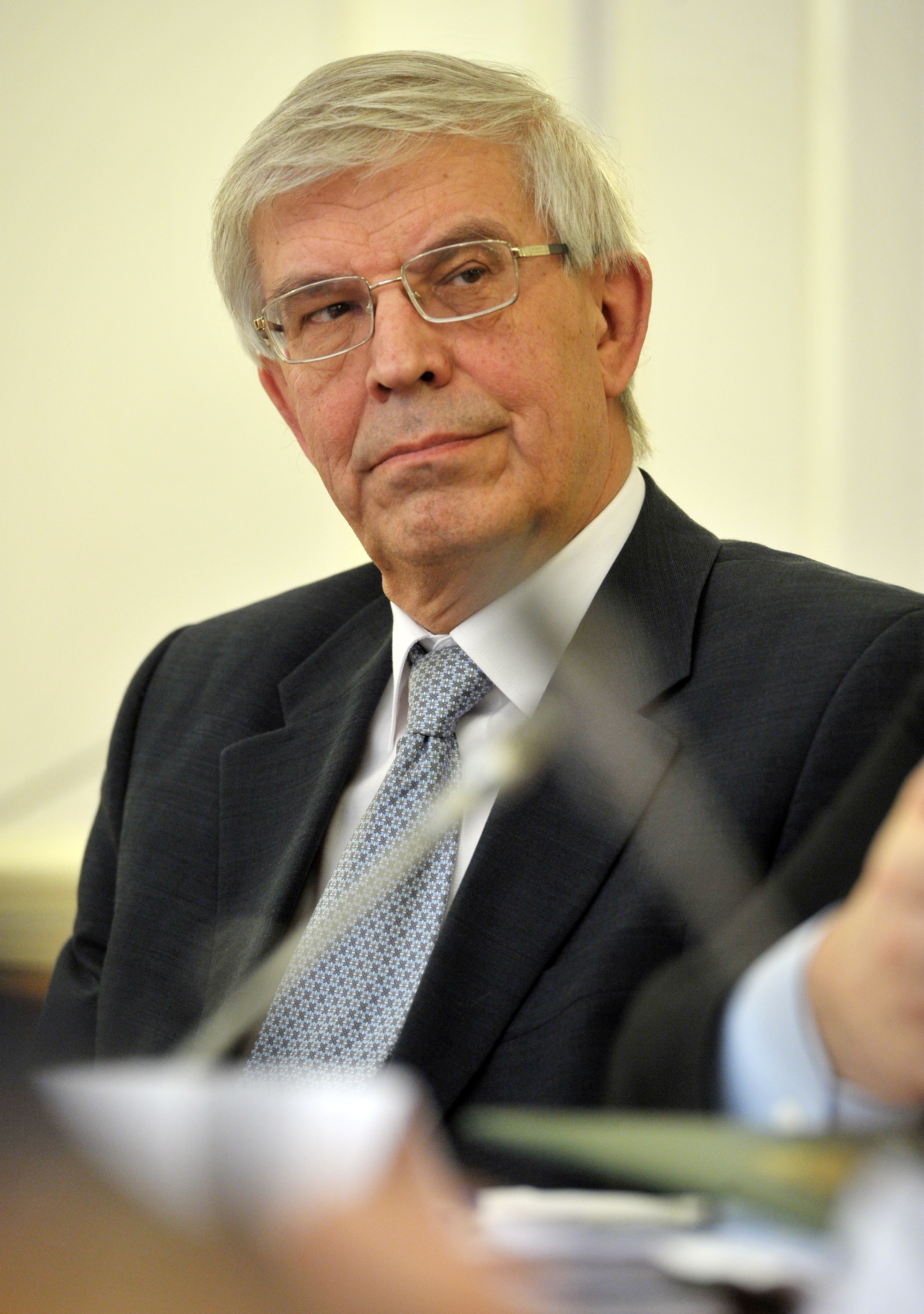
Sergei Michailowitsch Ignatjew (Dezember 2011)

Sergei Michailowitsch Ignatjew (russisch Серге́й Миха́йлович Игна́тьев; *  10. Januar 1948 in Leningrad, Russische SFSR, Sowjetunion) ist ein russischer Finanz- und Wirtschaftspolitiker. Vom 20. März 2002 bis 24. Juni 2013 war er Präsident (Vorsitzender) der Bank Rossii, der Zentralbank Russlands.

## Leben
Sergei Ignatjew schloss im Jahr 1966 die Mittelschule ab und leistete von 1967 bis 1969 seinen Wehrdienst bei der Sowjetarmee ab. Anschließend studierte Ignatjew an der ökonomischen Fakultät der Lomonossow-Universität in Moskau. Das Studium schloss er 1975 ab und absolvierte anschließend bei der Fakultät seine Aspirantur, die er 1978 erfolgreich beendete.
1978 ging Ignatjew zurück in seine Heimatstadt Leningrad und arbeitete am Leningrader Friedrich-Engels-Institut für sowjetischen Handel als wissenschaftlicher Assistent und Dozent. Dieser Tätigkeit ging er bis zum Zusammenbruch der Sowjetunion nach.
Ende 1991 wurde Sergei Ignatjew nach Moskau abberufen, wo er den Posten des stellvertretenden Wirtschafts- und Finanzministers der neugegründeten Russischen Föderation wahrnehmen sollte. Ignatjew gehörte zum „Team“ von Jegor Gaidar. 1992 bis 1993 war er stellvertretender Vorsitzender der russischen Zentralbank.
1993 wechselte Ignatjew wieder zurück in den russischen Regierungsapparat, wo er stellvertretender Wirtschaftsminister war.
1996 wurde er vom damaligen russischen Präsidenten Boris Jelzin zu seinem Berater in ökonomischen Fragen berufen. Am 10. März 1997 wurde Ignatjew zum Wirklicher Staatsrat 1. Klasse der Russischen Föderation befördert.
1997 bis 2002 war Ignatjew Erster Stellvertreter des Finanzministers.
Am 20. März 2002 wurde er schließlich zum Vorsitzenden der russischen Zentralbank berufen. 2005 und 2009 wurde er auf diesem Posten bestätigt. Seine letzte Amtszeit lief bis Juni 2013. Seine Nachfolgerin wurde Elwira Nabiullina.
Sergei Ignatjew verfasste über 20 wirtschaftswissenschaftliche Artikel.

## Orden
- Verdienstorden für das Vaterland II. Klasse (19. März 2013).
- Verdienstorden für das Vaterland III. Klasse (17. Juni 2010), für den großen Beitrag zur Entwicklung des vaterländischen Bankensystems und für eine langjährige, gewissenhafte Arbeit.
- Verdienstorden für das Vaterland IV. Klasse (3. Oktober 2007).
- Medaille des Verdienstordens für das Vaterland II. Klasse (19. Februar 2002).